# Jever (cerveja)

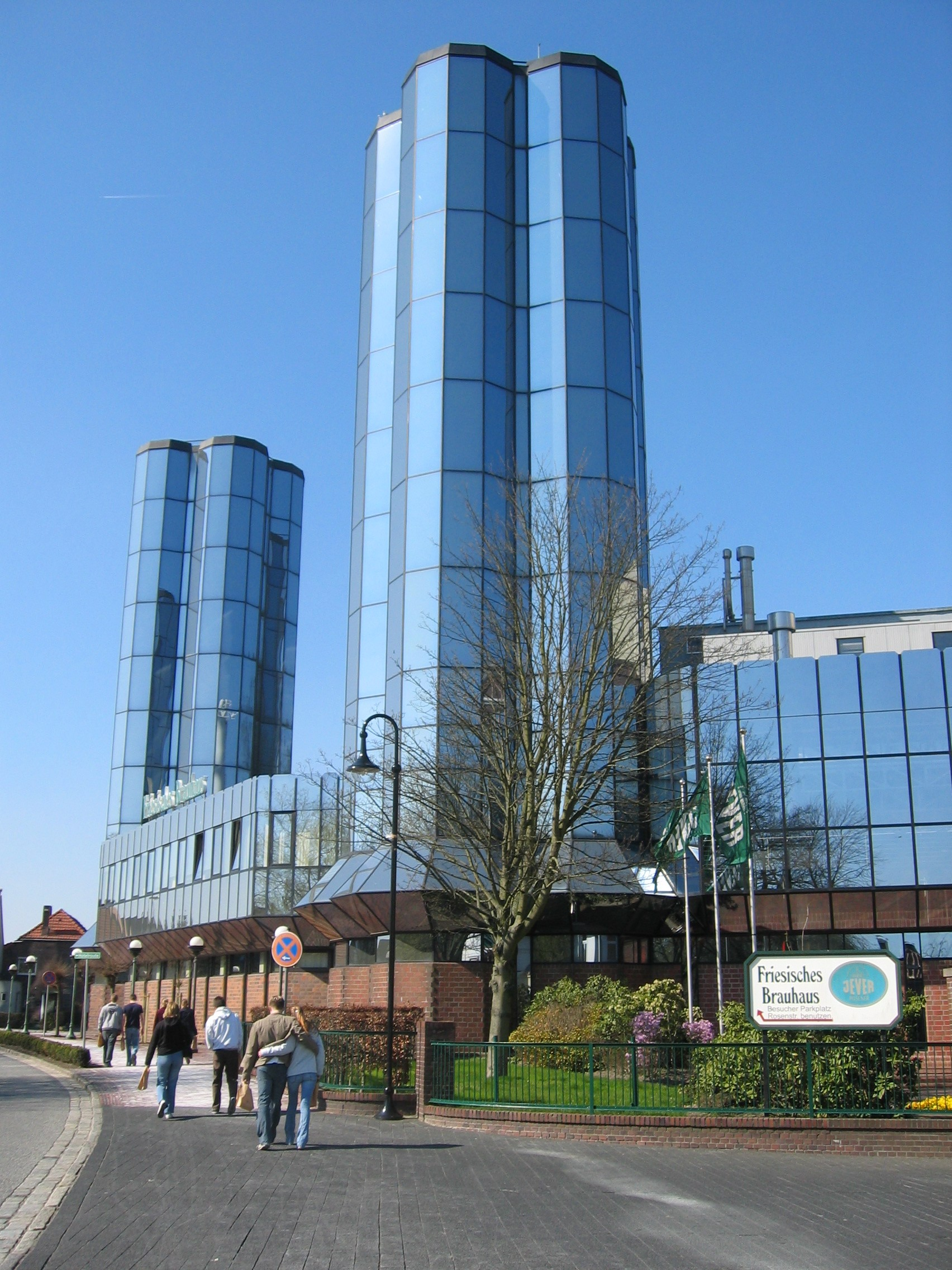
Sede da cervejaria Friesischen Brauhaus zu Jever.

Jever é uma marca de cerveja alemã produzida na cidade homónima pela cervejaria Friesischen Brauhaus zu Jever desde 1848.
A cervejaria foi fundada em 1848 por Diedrich König. Após a sua morte, o seu filho vendeu a cervejaria em 1867 para Theodor Fetköter. O filho de Fetköter, que tomou o controle da empresa, morreu na Primeira Guerra Mundial. Em 1922 a cervejaria foi vendida para a Bavaria-St. Pauli-Brauerei que hoje pertence à empresa dinamarquesa Carlsberg. Desde 1994 a Friesischen Brauhaus zu Jever pertence a empresa alemã de bebidas Brau und Brunnen que é parte do grupo empresarial Dr. Oetker.

## Produtos
A cervejaria produz as cervejas:
- Jever Pilsener – cerveja tipo Pilsener com teor alcoólico de 4,9 %.
- Jever Fun – cerveja tipo Pilsener sem álcool.
- Jever Light – cerveja leve com teor alcoólico de 2,7 %.
- Jever Dark – cerveja escura com teor alcoólico de 4,9 %.
- Jever Lime – cerveja mixta com refrigerante de limão (teor alcoólico de 2,5 %).
- Jever Maibock – cerveja tipo bock com teor alcoólico de 7,4 % (vendida somente entre fevereiro de junho).